# Carlos Enrique Carrasquilla
Carlos Enrique Carrasquilla Gómez (28 agosto 1970) è un ex schermidore colombiano.

## Palmarès
In carriera ha conseguito i seguenti risultati:
- Giochi Panamericani:

Mar del Plata 1995: bronzo nella spada a squadre.